# Unió Patriòtica (Uruguai)
La Unió Patriòtica Salvadora de la Democràcia fou un partit polític de l'Uruguai.
Va ser fundat pel militar i advocat Néstor Bolentini, amb un clar propòsit anticomunista. Pretenia presentar una nova opció, diferent a les dels partits tradicionals, que durant la dictadura no havien presentat cap canvi substancial, rescatant-ne algunes de les idees del Procés Cívic Militar (1973-1985).
La mort prematura de Bolentini va deixar orfe al partit, el qual va obtenir una escassa votació durant les eleccions de novembre del 1984.